# Basztowy Taras

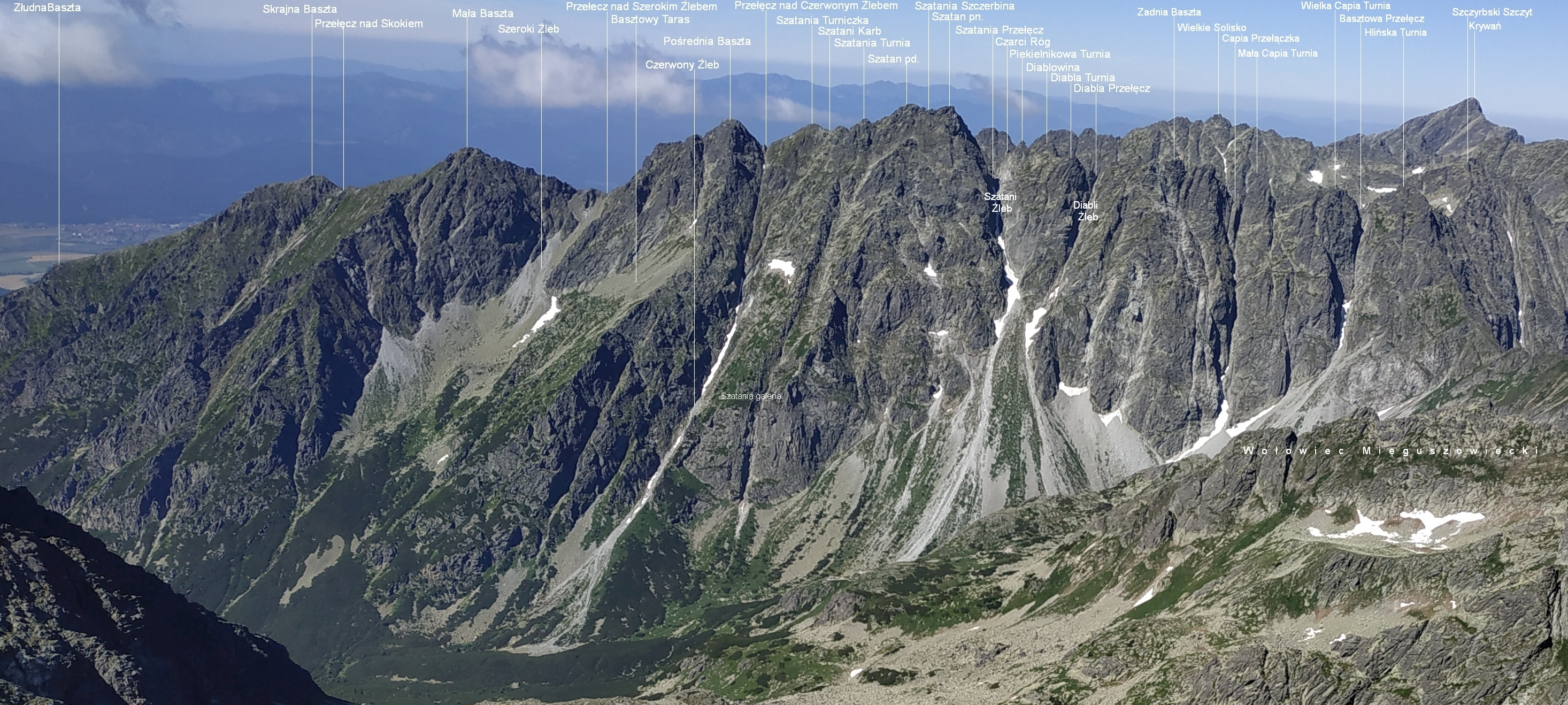
Widok z Rysów

Basztowy Taras – środkowa część wschodniej ściany Pośredniej Baszty w Grani Baszt w słowackich Tatrach Wysokich. Jest to olbrzymi, jednostajnie nachylony, piarżysty i niezbyt stromy taras. Z prawej strony (patrząc od dołu) opada ścianką do Czerwonego Żlebu, z lewej do Szerokiego Żlebu płytowymi ściankami. Z dolnego lewego końca tarasu wyrastają dwa żebra. Lewe żebro zanika w kosodrzewinie na wysokości około 1750 m. Pomiędzy żebrami znajduje się żleb; w górnej części szeroki i trawiasty, na końcowym 50-metrowym odcinku o dnie złożonym z gładkich i mało stromych płyt. Po lewej stronie tego żlebu wznoszą się pionowe ścianki tworzące załupę.
Nazwę tarasu utworzył Władysław Cywiński w 15. tomie przewodnika wspinaczkowego Tatry. Grań Baszt.
Przez Basztowy Taras prowadzi droga wspinaczkowa Droga Jurzycy przez Basztowy Taras (I, miejsca II w skali tatrzańskiej, czas wyjścia z Szerokiego Żlebu na Pośrednią Basztę 1 godz.).